# Openbaar vervoer in Katwijk

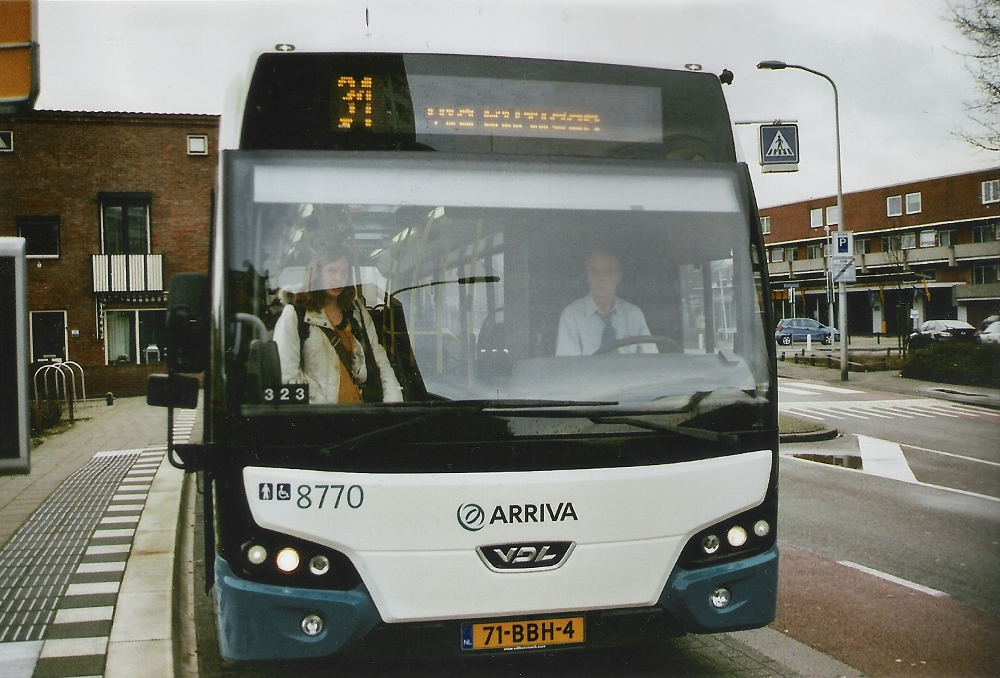
Het stads- en streekvervoer in Katwijk werd tussen 2012 en 2024 verzorgd door Arriva.

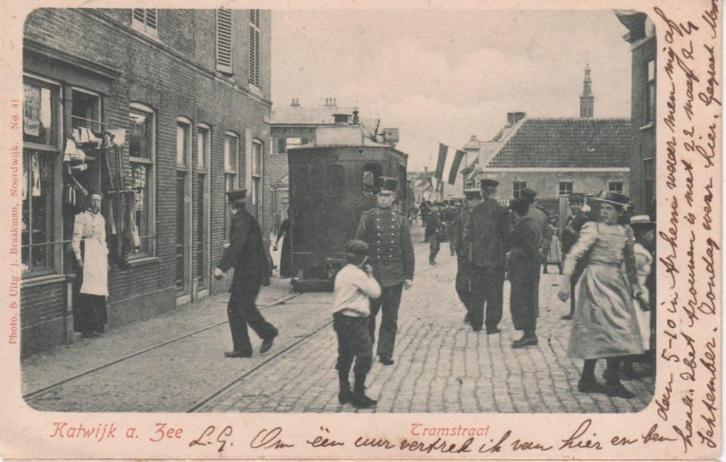
Stoomtram, 1900 Tramstraat Katwijk, foto en uitgave: Jacob Braakman

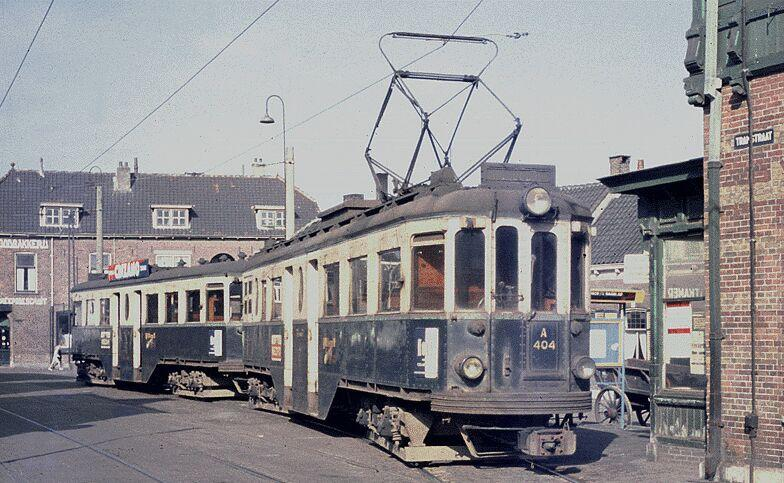
'Boedapester' tramstel van de Blauwe Tram met motorwagen A404 voor het tramstation te Katwijk aan Zee, omstreeks 1960

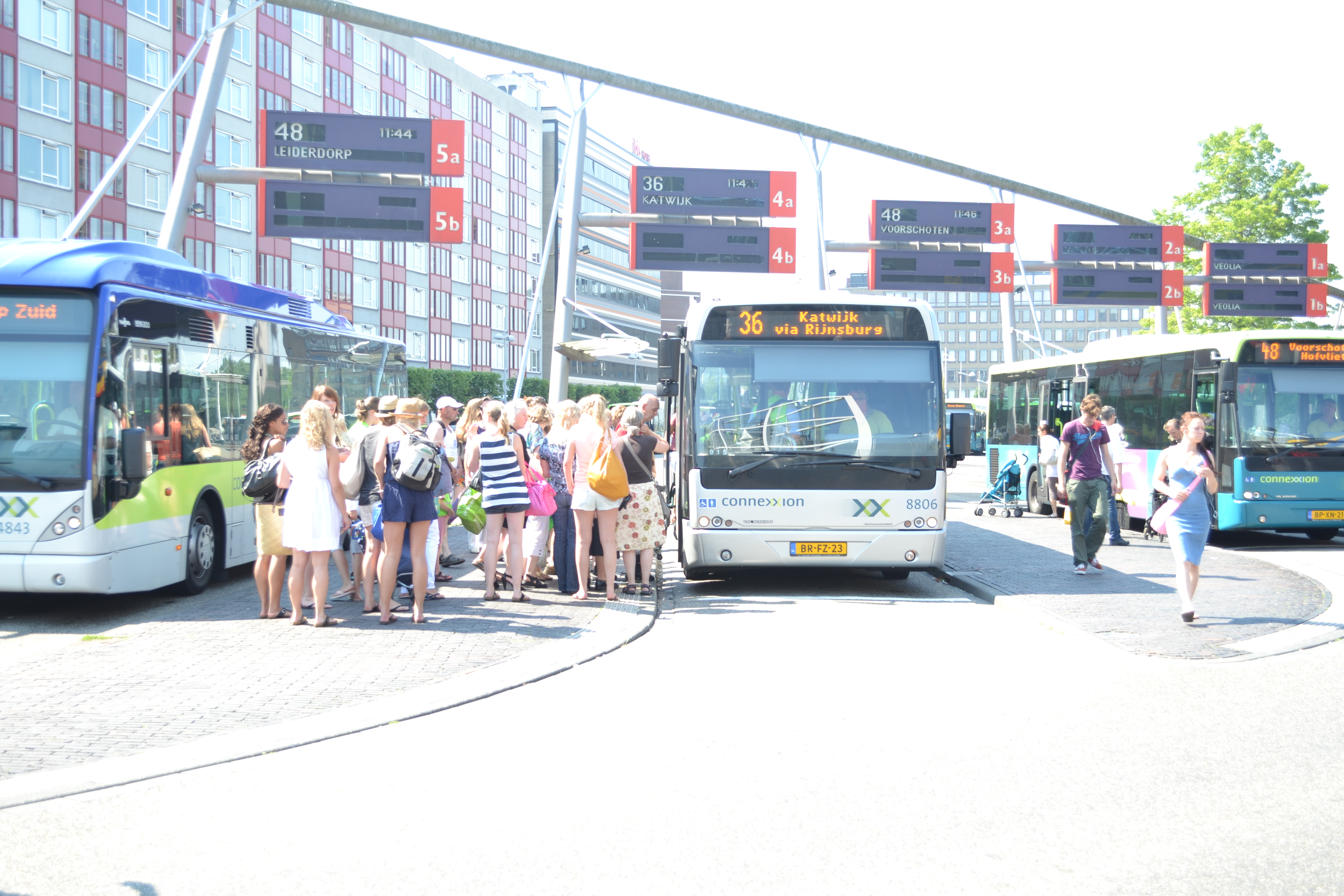
Veel reizigers (grotendeels richting strand) stappen op lijn 36 van Connexxion richting Katwijk op een zomerse dag.

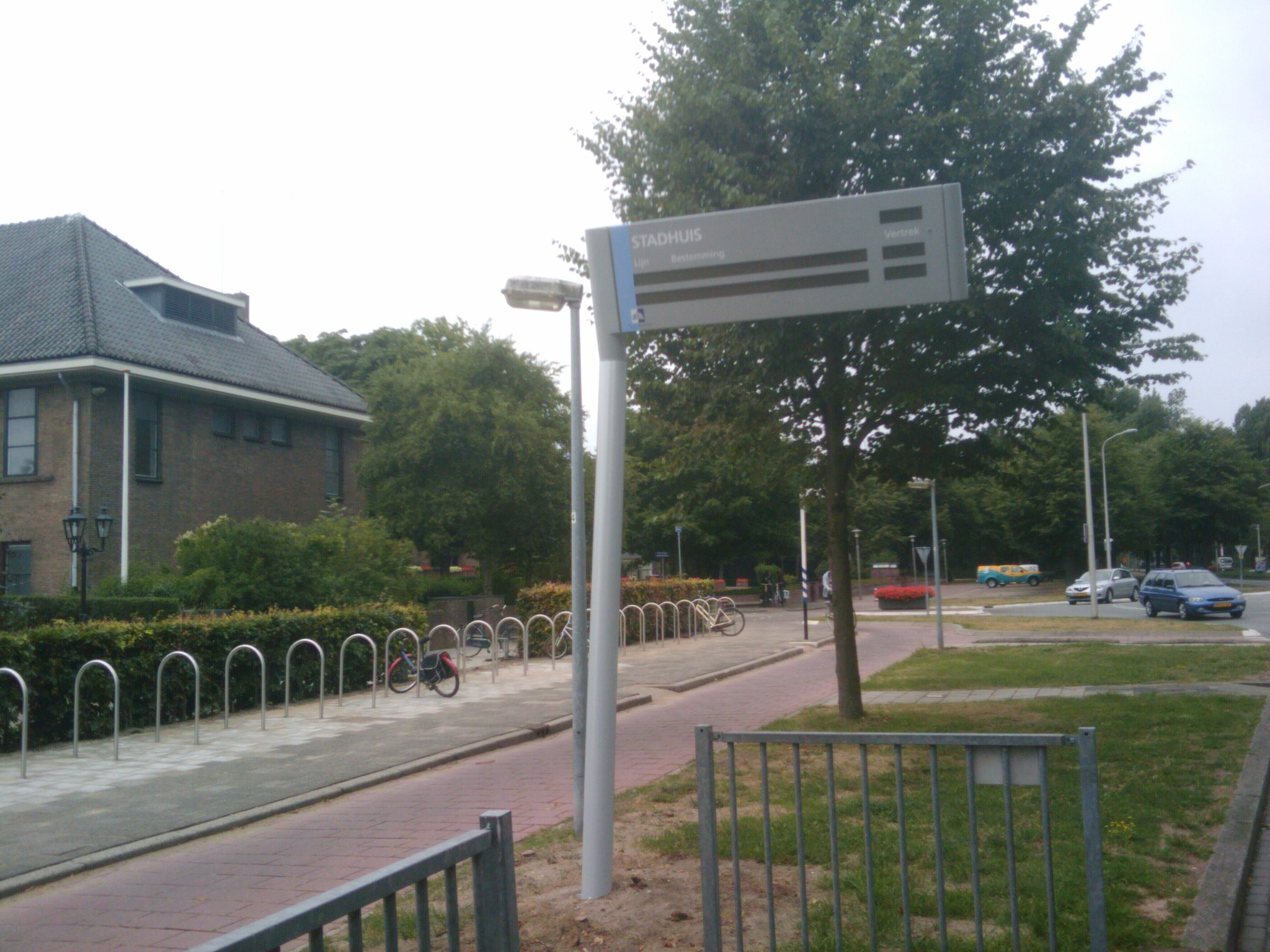
Digitale busaanwijzer bij het busstation bij de halte 'stadhuis', officieel 'Raadhuis'

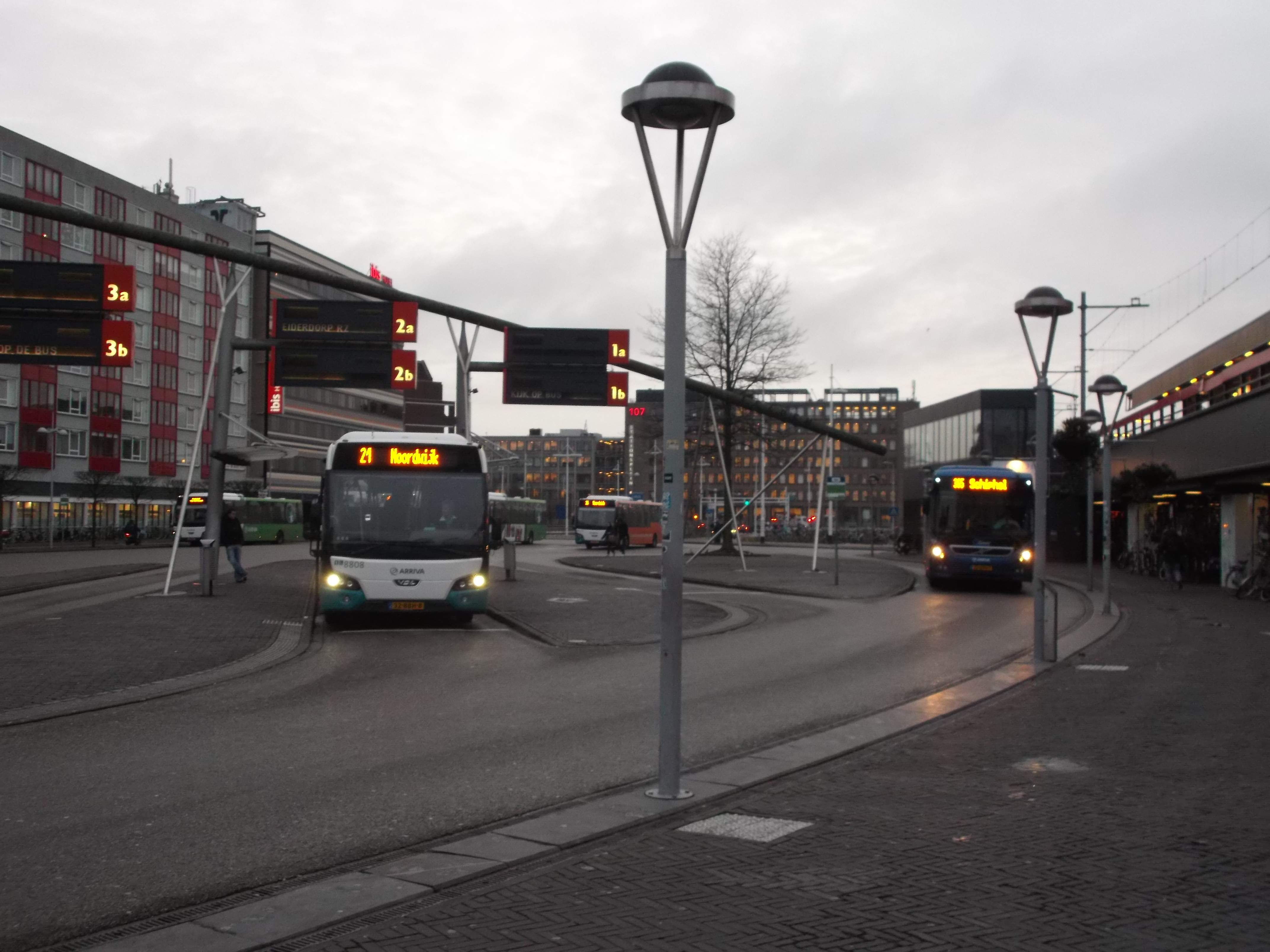
Buslijn 21, Leiden - Noordwijk, rijdt via de kern Rijnsburg. Foto: CS Leiden.

Het openbaar vervoer in Katwijk bestaat uit stads- en streekbussen van Qbuzz. Katwijk beschikt niet over een station en is de grootste Nederlandse plaats en gemeente zonder spoorverbinding, er rijden alleen bussen. Enkele grotere plaatsen en/of gemeenten hebben ook geen trein(station), maar wel een tram of metro, die Katwijk sinds 1960 niet meer heeft.
Qbuzz rijdt een uitgebreid netwerk van streekbussen, vooral van en naar Leiden. Vanuit Katwijk kunnen, in de meeste kernen en wijken, zonder overstappen onder andere ook Den Haag, Wassenaar, Noordwijk en Lisse worden bereikt.

## Geschiedenis

### Tram
De tramlijn Leiden - Katwijk, ook wel ‘kustlijn’ genoemd, was een tramverbinding op normaalspoor die bestaan heeft van 1881 tot 1960. Deze lijn werd tot 1911 / 1912 met stoomtrams geëxploiteerd en daarna met elektrische trams. Vanaf 1924 maakte het deel uit van het Blauwe Tram-net van de NZH. De lijn was in totaal 17,5 km lang en bestond uit drie takken: Leiden Station – Rijnsburg Splitsing (4,5 km), Rijnsburg Splitsing – Katwijk aan Zee (4,5 km) en Rijnsburg – Noordwijk aan Zee (8,5 km).
De lijn Leiden – Katwijk moest het in de beginperiode vooral van het strandvervoer hebben, maar werd na verloop van tijd ook belangrijk voor het werkgerelateerde vervoer. Een rit met de tram vanaf de Tramstraat, die nog steeds bestaat, in  Katwijk aan Zee naar station Leiden duurde ongeveer 30 minuten en daarbij werden inclusief begin- en eindpunt 17 haltes aangedaan. In Katwijk zelf ging de tram door de smalle straten van het dorp. Op sommige plaatsen was het zo smal dat de tram rakelings langs de huizen reed. De stoomtram in Katwijk was ook handig om zich snel te verplaatsen naar een punt in Katwijk dat ver was om te lopen. In die tijd waren er nog weinig mensen met een auto. Fietsen bestonden al wel, maar hadden niet het comfort van de huidige fietsen van eind 20e eeuw en begin 21e eeuw.

#### Route
Leiden Station – Oegstgeest Leidse Buurt – Rijnsburg Splitsing – Katwijk aan den Rijn – Katwijk aan Zee (Boulevard / Tramstraat) – Rijnsburg Splitsing – Noordwijk Binnen – Noordwijk aan Zee (Boulevard / Huis ter Duinstraat).
Aan de Huis ter Duinstraat was het tramstation, na 1960 Picképlein, dat omstreeks 1912 is gebouwd toen de eerste elektrische tram ging rijden. (Cursief is nu binnen de gemeente Katwijk, maar toentertijd niet en vetgedrukt is binnen Katwijk, zowel vroeger als nu.)

### Katwijk aan Zee – Leiden

#### Lijnen 31/41
Na opheffing van de Blauwe tram in 1960 kwam buslijn 41 van NZH, die vrijwel dezelfde route reed als de tramlijn, met uitzondering van de doorverbinding naar Noordwijk.
Buslijn 31/41 was een aanduiding voor de ringbuslijn in Katwijk, die werd uitgevoerd onder twee lijnnummers: 31 en 41. De lijnen 31 en 41 zijn van oudsher streekdiensten naar Leiden-Zuidwest; lijn 41 is later aan de Leidse kant verlegd naar Leiderdorp met als belangrijkste punt en tevens eindpunt het Sint Elizabeth Ziekenhuis (nu Alrijne Ziekenhuis). Veel mensen uit Katwijk die bijvoorbeeld voor een afspraak of bezoek naar het ziekenhuis in Leiderdorp wilden, konden met een rechtstreekse lijn het ziekenhuis bereiken.
De dienst werd eerst uitgevoerd door NZH en sinds 1999 door Connexxion. Met ingang van 14 december 2008 waren deze lijnen vervangen door lijnnummers 36/37/38, die een andere route reden.
In 1999 was besloten de afzonderlijke lijnen 31 en 41 aan elkaar te koppelen, en op die manier een ringlijn te creëren. Bij het eindpunt Vuurbaakplein werd lijn 31 altijd lijn 41 en andersom, zodat passagiers gewoon konden blijven zitten. Op die manier kon het openbaar busvervoer in Katwijk worden verbeterd zonder nieuwe buslijnen te openen. Hoewel sprake was van een ringlijn, ontmoetten de beide lijnen elkaar op vier punten, en werd het traject Oegstgeesterweg – Sandtlaan samen gereden.

##### Geschiedenis
Lijn 41 was feitelijk de oudste openbaarvervoerverbinding van Katwijk; deze reed nagenoeg dezelfde route als voorheen de Blauwe Tram en daarvoor de stoomtram van de RSTM. Ook nadat de tram vervangen was door de bus, is deze lijn lange tijd hetzelfde gebleven. Lijn 31 is pas later ingesteld en heeft lange tijd los van lijn 41 gereden. Beide bussen reden toen een kwartiersdienst (later teruggebracht tot een twintigminutendienst en vervolgens een halfuursdienst) naar het Vuurbaakplein en terug. In 1999 werden de lijnen gecombineerd, waardoor in Katwijk een ringlijn ontstond.
Bij de samenvoeging van de streeklijnen 31 en 41 reed lijn 31 door de wijk Fredriksoord (route via Christinalaan) en lijn 41 langs de Splitsing. Bovendien reed lijn 31 via de Boshuysenstraat in de wijk Steenoven, en niet door de Zanderij. Lijn 41 reed na het Raadhuis door de Tramstraat en de Koningin Wilhelminastraat (vroegere eindpunt van de Blauwe Tram) naar het Vuurbaakplein, en in tegengestelde richting door de Secretaris Varkevisserstraat richting het gemeentehuis. In 2000 kwam hier verandering in. In Rijnsburg werden de routes omgedraaid: lijn 41 ging door Fredriksoord rijden en lijn 31 via de Splitsing. Bovendien reed lijn 41 niet langer door de Tramstraat en de Varkevisserstraat in Katwijk aan Zee, maar ging in beide richtingen over de Meeuwenlaan en de Parklaan naar het Vuurbaakplein, en kwam hierdoor niet meer langs het centrum (om daar als lijn 31 na het Vuurbaakplein alsnog naartoe te gaan). Hiermee kwam, na 119 jaar, een einde aan een verbinding tussen de Koningin Wilhelminastraat en Rijnsburg.
In 2004 wijzigde de route aan de 31-zijde, doordat niet langer via de Hoorneslaan (halte: Boshuysenstraat) werd gereden, maar door de nieuwe wijk de Zanderij, via het gemeentehuis naar de Biltlaan, en vanaf daar de oude route richting centrum.
Met ingang van 14 december 2008 zijn de lijnen 31 en 41 opgeheven en vervangen door de lijnen 36, 37 en 38.

##### De route
N.B. Omdat de route van de gekoppelde lijn vrij lang was, zijn enkel de haltes binnen Katwijk vermeld. 
Belangrijke bestemmingen aan deze route (allen in gemeente Katwijk)
Katwijk Centrum Halte: Brittenburg
FloraHolland (Rijnsburg) Halte: Fredriksoord
Raadhuis (Katwijk aan den Rijn) Halte: Raadhuis (gemeentehuis)
Spinozahuisje (Rijnsburg) Halte: Spinozalaan
Strand (Katwijk aan Zee) Haltes: Jan Tooropstraat; Brittenburg; Vuurbaakplein
De eerste twee ochtendritten van lijn 41 richting Vuurbaakplein reden niet de
gehele route, maar hadden hun beginpunt bij de halte Duinoord.

#### Buslijnen 36/37/38

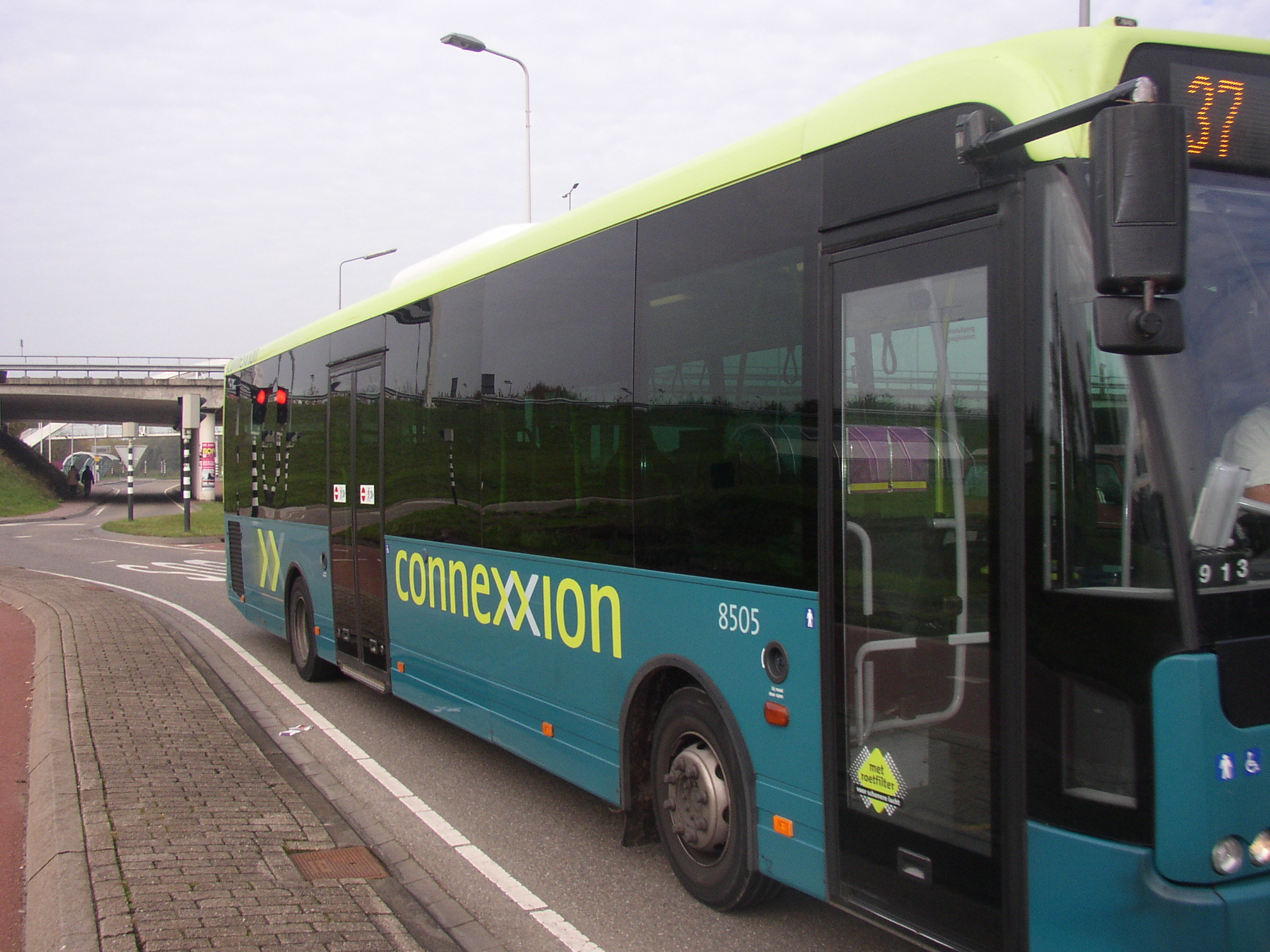
Buslijn 37 Katwijk-Leiden, bij Transferium.

Buslijn 36 was een Katwijkse buslijn van station Leiden CS naar Katwijk Drieplassenweg, via Oegstgeest en Rijnsburg. Deze lijn was gekomen in plaats van buslijnen 31 en 41 en reed vanaf het Vuurbaakplein via de Tramstraat, Duinoord, Raadhuis, Rijnstraat, Sandtlaan, Oegstgeesterweg en de Flora naar Oegstgeest en Leiden. Deze lijn reed dus de oorspronkelijke route van de Blauwe Tram en lijn 41. Een gedeelte van buslijn 31 en 41 werd opgevangen door de lijnen 37 en 38, die beiden door Valkenburg reden, maar dan via een verschillende route. Buslijn 37 ging vanaf Leiden door Valkenburg en ging daarna rechtstreeks naar industrieterrein 't Heen, vervolgde zijn weg via de Hoornes (Katwijk-Noord) met als belangrijkste halte de Biltlaan en later in Katwijk aan Zee, de Jan Tooropstraat, met als eindpunt, de Vuurbaak. Dit was voor mensen die in Katwijk op het industrieterrein werkten, vooral in het westelijke deel, een handige verbinding.
In de Hoornes kwam er kritiek van bewoners op buslijn 37, aangezien mensen niet meer rechtstreeks vanuit de dichtbevolkte Hoornes, met veel flats, naar halte 'Posthof' (vlak bij het Diaconessenhuis) in Leiden konden en vanaf station Leiden Centraal moesten overstappen of lopen.
Buslijn 38 ging vanaf Leiden door Valkenburg en ging daarna naar de wijk "De Zanderij", en reed vervolgens via de Boslaan naar het eindpunt, de Vuurbaak. Lijnen 37 en 38 waren gekoppeld aan elkaar en reden dus een ring door de stad. Bij de eindpunten verwisselden zij van lijn, lijn 37 reed dan verder als lijn 38 en vice versa. Men kon blijven zitten, al had dat alleen bij de Vuurbaak zin, want na station Leiden werd eerst een deel van de gezamenlijke route afgelegd alvorens het andere deel van de ring te rijden. De Zanderij is een nieuwbouwwijk met voornamelijk koopwoningen. Het aantal passagiers in deze wijk is niet zo groot, omdat veel bewoners gebruikmaken van hun auto.
Vanaf 9 december 2012 nam Arriva het stokje van Connexxion over, wat gevolgen had voor de dienstregeling van lijnen 37 en 38 en een aantal busnummers wijzigden. Buslijn 31 kwam weer terug, echter rijdt deze niet dezelfde route als de oude buslijn 31. Buslijn 38 rijdt exact dezelfde route als voorheen, door de wijk Zanderij, 1x per uur naar Leiden en rijdt vanaf Leiden door Rijnsburg naar Katwijk als lijn 37. Een keer per uur rijdt lijn 38 een andere route (niet via de wijk Zanderij), via Valkenburg naar Leiden en rijdt daarbij deels de route van de voormalige lijn 37. Lijn 38 wijzigt op Leiden Centraal in lijn 37 en vervangt van Leiden naar Katwijk hierbij een groot deel van lijn 36 van Connexxion en gaat via Rijnsburg naar Katwijk aan den Rijn en Katwijk aan Zee.
Deze lijnen worden door Arriva gekenmerkt als oppervlakte ontsluiting. Met de komst van de betere verbinding met Leiden via lijn 30 en 31, nam het reizigersaantal op de lijnen 37 en 38 nog verder af. De lijnen 30 en 31 bieden niet alleen een veel snellere verbinding met Leiden maar rijden daarnaast ook nog eens iedere 6 minuten. Volgens de vervoerscijfers van Arriva maakten in het 2e kwartaal van 2014 nog maar 346 personen per dag gebruik van de lijnen 37 en 38 van en naar Leiden. De halte waar het minst gebruik van wordt gemaakt is de halte Salomonszegel gelegen in de wijk Zanderij. Hier stappen anno 2016 nog maar 10 personen per dag in. Met de geplande realisatie van het Hoogwaardig Openbaar Vervoer (HOV) tracé is te verwachten dat dit alleen nog maar verder zal afnemen. In de wijk Zanderij is er daarom veel kritiek op de geplande aanleg van een tijdelijke busbaan. Deze tijdelijke busbaan zal speciaal voor lijn 38 worden aangelegd zodat de bus niet meer via de Zeewinde hoeft te rijden, maar rechtdoor kan richting Molentuinweg. De kosten van dit project bedragen €350.000,-. Gezien het extreem lage aantal reizigers dat gebruik maakt van lijn 38 en de geringe tijdwinst van 1 minuut en 10 seconden, zien de bewoners de bus liever via de Westerbaan rijden. Deze randweg loopt direct langs de wijk en de huidige bushalte hoeft maar 100 meter verplaatst te worden. Naast dat het de verkeersveiligheid en de leefbaarheid in de wijk te goede zal komen zal de tijdwinst volgens de bewoners veel groter zijn.

#### Buslijn 35

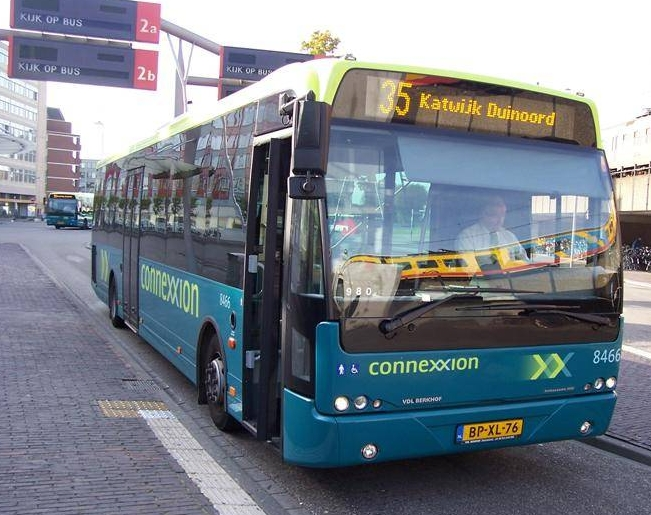
Voormalig lijn 35

Door de sterke groei van Katwijk konden de vier buslijnen naar Leiden die eind jaren 1980 bestonden het groeiende reizigersaanbod niet meer aan. Er kwam behoefte aan een snelle manier om vanuit heel Katwijk naar een treinstation te kunnen. Om die reden werden in 1991 door de toenmalige NZH een snelbus ingesteld: lijn 35 naar (toen nog) station Leiden. De route liep vanaf station Leiden over de toen pas opgeleverde Ir. Tjalmaweg, vervolgens via het Raadhuis en de Hoornes naar het Vuurbaakplein. Binnen Katwijk stopte lijn 35 gemiddeld om de halte, buiten Katwijk werd direct doorgereden naar het station.
De snelle verbinding tussen Katwijk en Leiden was een succes. Binnen Katwijk was echter sprake van ontevredenheid, omdat de bus niet bij elke halte stopte. Dit veranderde daarom in 1993, toen lijn 35 binnen Katwijk bij elke halte ging stoppen. Hiermee werd lijn 35 tevens interessant voor gebruik als stadsbus. Voor studenten werd bovendien in Leiden een extra stop gemaakt bij de Verbeekstraat, dicht bij de universiteit.
Lange tijd is deze lijn gebleven zoals hij is. Pas in 2005 werd een wijziging in de route doorgevoerd. Omdat lijn 31 niet langer door de wijk Steenoven ging maar in plaats daarvan via het Raadhuis naar de Zanderij, nam lijn 35 het stuk door de Steenoven over. Bovendien vervielen 's middags de bussen richting Leiden, zodat na het middaguur lijn 35 slechts in één richting werd gereden, namelijk richting centrum. Wel werd de lijn doorgetrokken van het Vuurbaakplein naar Duinoord, zodat de bus daar van lijnnummer kon veranderen en door kan rijden als lijn 232.
Lijn 35 is per 14 december 2008 opgeheven, bij de creatie van de lijnen 36, 37 en 38. Op 5 oktober 2020 is het lijnnummer 35 in Katwijk opnieuw in gebruik genomen, dit keer als spitsverbinding tussen halte Duinvallei/N206 en bedrijventerrein Unmanned Valley.

### Rijnsoever - Leiden

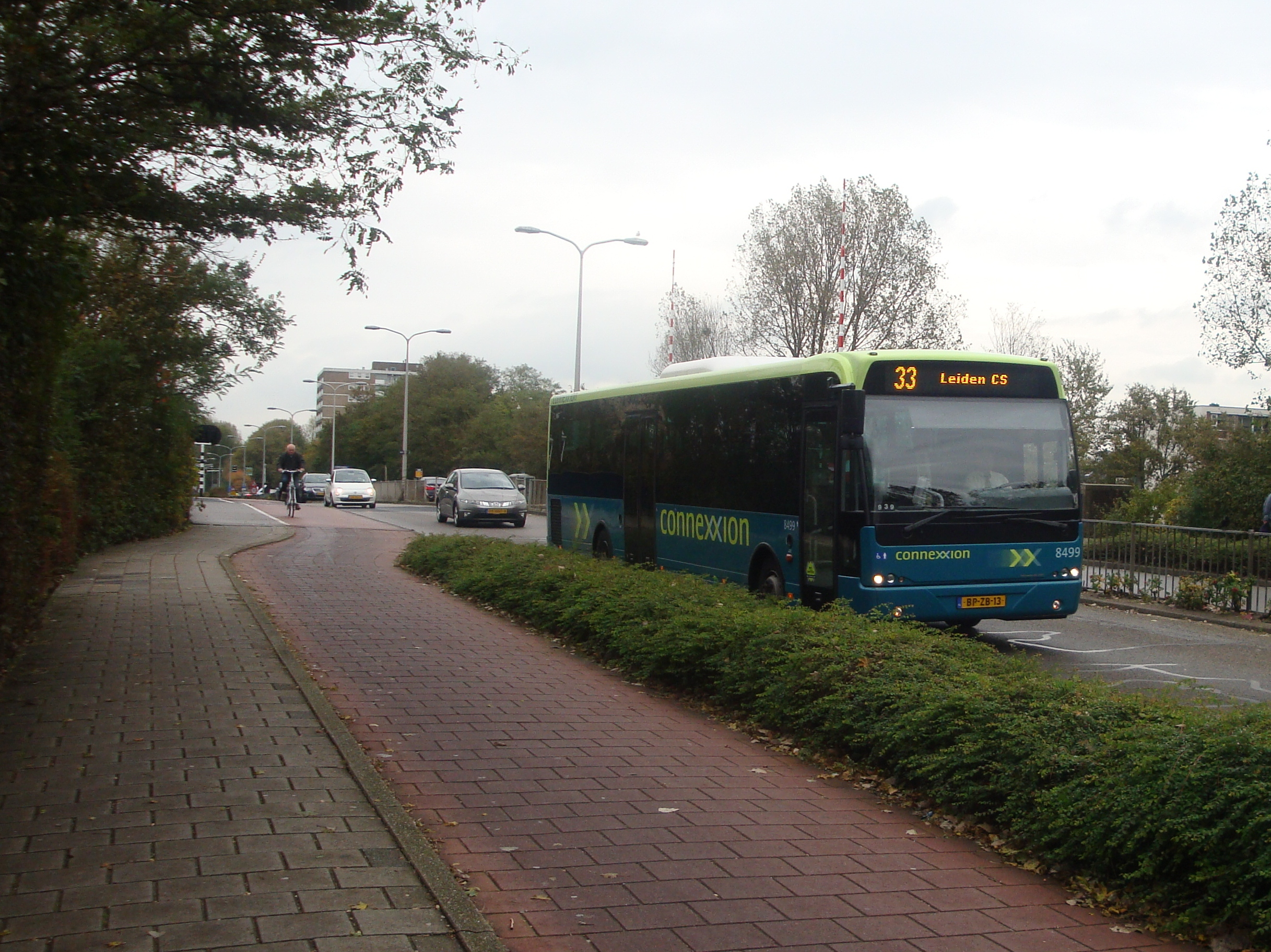
Bus 33 (Connexxion) naar Leiden, Biltlaan Katwijk.

Toen de toenmalige nieuwbouwwijk Rijnsoever (later Rijnsoever-West en sinds 2006 onderdeel van Katwijk-Noord) stukje bij beetje verder werd opgeleverd ontstond de wens ook deze wijk met het station in Leiden te verbinden per openbaar vervoer. Die wens werd bovendien bekrachtigd door de ESTEC, die direct tegen deze wijk gelegen is. De toenmalige NZH stelde daarom begin jaren 80 lijn 32 in, welke vanaf de ESTEC via de Biltlaan, Raadhuis, Sandtlaan en Fredriksoord (Rijnsburg) naar Leiden reed. De lijn was een succes en bij oplevering van het winkelcentrum aan de Poolster/Melkweg in 1989 is lijn 32 hiernaartoe doorgetrokken. Ook kwam er later een halte bij de Space Expo (van de ESTEC) bij Noordwijk, enkele honderden meters afstand van het eindpunt, de Poolster, in Katwijk.
De toenmalige lijn 33 (voorheen lijn 30), die van Leiden via Valkenburg naar het Raadhuis en vervolgens via de Boslaan naar het Vuurbaakplein reed, kampte echter met een tekort aan reizigers. Het centrum van Katwijk was destijds nog niet zo van betekenis als tegenwoordig en de lijn trok derhalve vooral strandbezoekers, waardoor de lijn alleen in de zomer rendabel was. Bij de overgang van de NZH naar Westnederland in 1992 werd lijn 33 daarom opgeheven. Hierdoor dreigden de Molenwijk (een wijk met vrij veel bewoners) in Katwijk aan den Rijn en Valkenburg zonder busverbinding te zitten, en op aandringen van de gemeente werd daarom besloten lijn 32 te verleggen: niet langer reed deze door Rijnsburg maar via Valkenburg. Tot dan toe reed lijn 32 in de spits een extra kringel door 't Heen ('s ochtends de bussen vanuit Leiden en 's middags de bussen vanuit Katwijk, om in Leiden wonende Katwijkse arbeiders van en naar hun werk te kunnen brengen en halen), sindsdien is hiervoor een aparte spitslijn in het leven geroepen.
Sinds begin deze eeuw reed ongeveer de helft van alle ritten van lijn 32 door naar Zoetermeer. In 2008 is deze dienst geknipt bij het station van Leiden, omdat over de lange route te veel vertraging opgedaan werd. Hierbij is door de vervoerder van destijds, Connexxion, besloten om het deel tussen Leiden en Zoetermeer het lijnnummer 32 te geven. Het Katwijkse traject kreeg het oude lijnnummer 33 terug, hoewel de bus naar de Poolster bleef rijden en niet naar de Vuurbaak. Bovendien wijzigde de route: lijn 33 reed niet meer door de kern Valkenburg maar via de Ir. Tjalmaweg langs Valkenburg. Door de wijk heen gingen lijnen 37 en 38 rijden, om tegemoet te komen aan de klachten uit Valkenburg over het gebrek aan een busverbinding met het (intussen sterk ontwikkelde) centrum van Katwijk. Door de wijziging konden mensen vanuit Katwijk niet meer met een enkele busverbinding naar Zoetermeer reizen.
Per december 2012 is het openbaar vervoer in Katwijk overgenomen door Arriva. Deze heeft lijn 33 gehandhaafd, maar wel een ander nummer gegeven, namelijk lijn 30 en gekoppeld aan lijn 31 die vanaf de Poolster verder rijdt naar het centrum (in Katwijk aan Zee).

### Katwijk – Den Haag & Katwijk – Noordwijk (en verder)

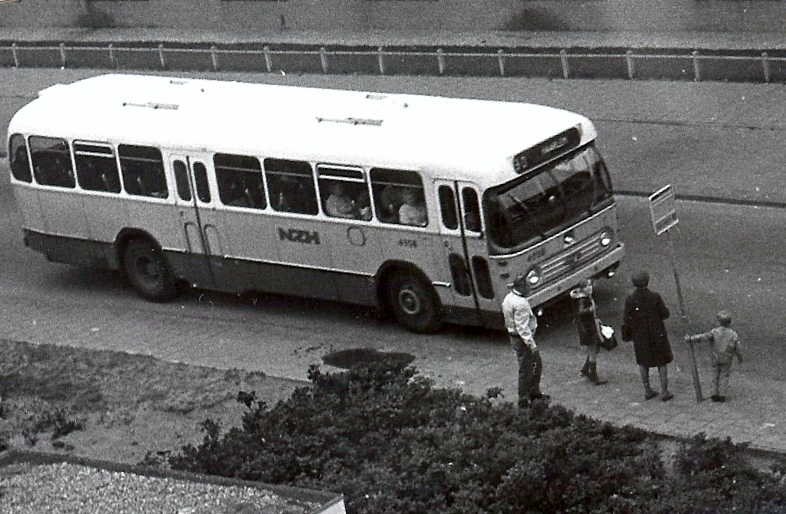
Buslijn 90 NZHVM, 28 mei 1972, Katwijk, Halte Zwarte Weg (bij de Fagelstraat, nog net 50 meter in Katwijk), een bolramer-streekbus 4954, bouwjaar 1961.

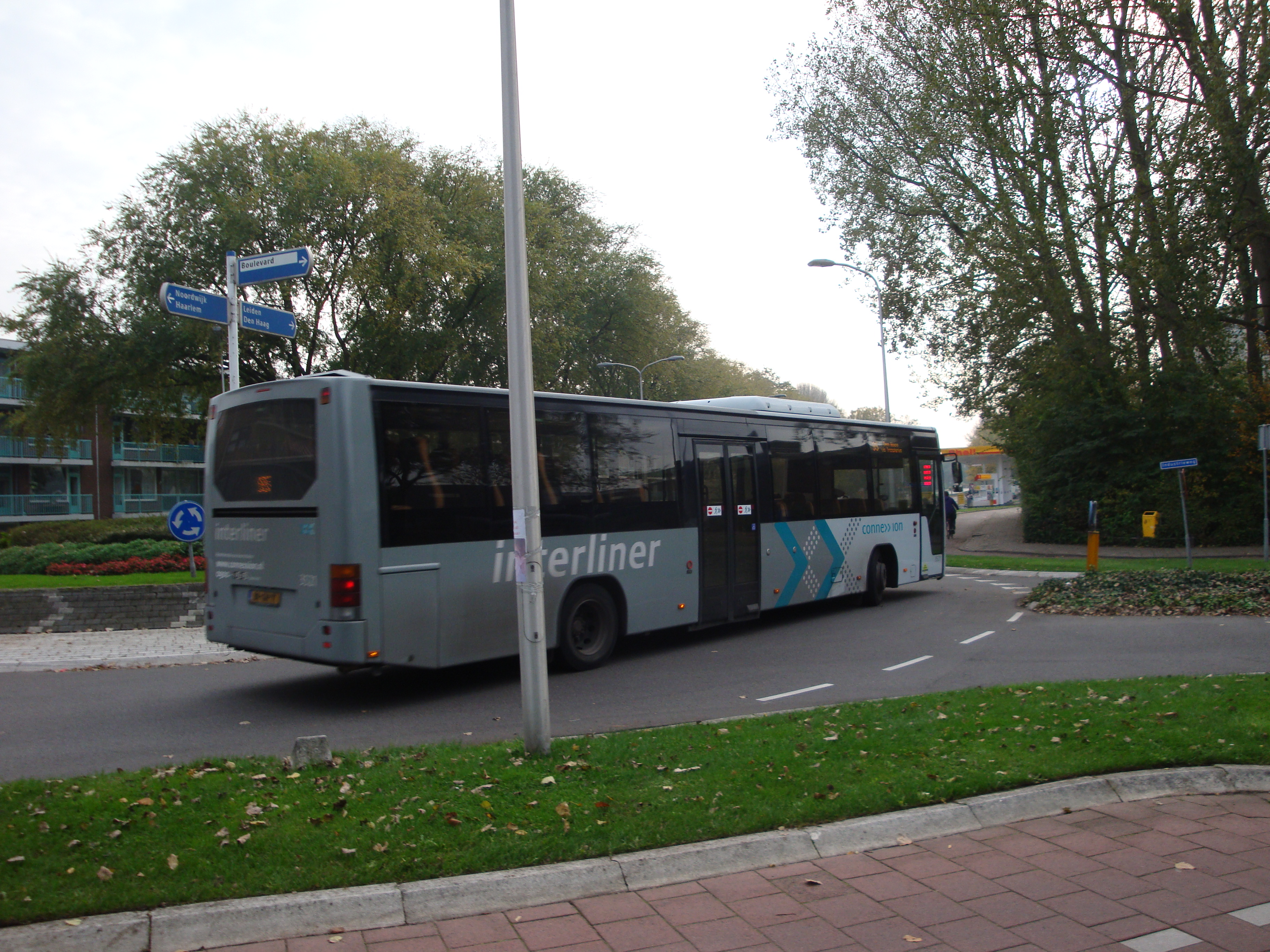
Interliner 95 van Connexxion op rotonde in Katwijk, richting Den Haag.

Eind jaren 1920 besloot Noordwijker Derk Bolhuis weer een busdienst te beginnen. Dit werd een lijn van Noordwijk naar Den Haag, via Katwijk en Wassenaar. Bolhuis werd hiermee de oudste busondernemer van Nederland, omdat hij dit op 72-jarige leeftijd deed. Hij begon met 1 bus en zijn zoon Klaas had meerdere bussen richting Haarlem (via Noordwijkerhout, De Zilk en dergelijke) rijden met concurrentie van busondernemer Jac. Heemskerk. Dit alles resulteerde in een samenwerking van vader en zoon en na een concurrentiestrijd met Jac. Heemskerk. De busdiensten (zoals het toen heette) waren vooral gericht richting Haarlem, maar door toedoen van Derk Bolhuis bleven er ook enkele bussen richting Den Haag gaan, waar aan de rand van Katwijk enkele opstapplaatsen waren. De busdienst Den Haag – Haarlem en vice versa ontstond dus al in de jaren 20. De busdiensten gingen in 1940 op in de "Duinlander" en daarna tijdens en ook weer na de oorlog de N.Z.H.T.M, de latere N.Z.H. Sinds 1966 rijdt lijn 90 (voor 1966: lijnen 20/21 van NZH) van Den Haag Centraal naar Haarlem, via Noordwijk aan Zee en Noordwijk-Binnen. Lijn 90 maakt een ronde door heel Katwijk aan Zee via het Vuurbaakplein, daarna door Katwijk-Noord (de Hoornes) en vervolgens via de Zwarte Weg bij de ESTEC door Noordwijk. Tot begin jaren 80 reed lijn 90 ter hoogte van de Fagelstraat de Zwarte Weg op. Dit was toen nog grondgebied van Noordwijk met veel bollenvelden. Toen dit geannexeerd werd en bebouwd werd als de nieuwbouwwijk 'Rijnsoever' van Katwijk (het westelijke deel), moest de 90 meer dan een kilometer omrijden om zo op de verkorte Zwarte Weg (ter hoogte van de ESTEC) terecht te komen en de weg naar Noordwijk en verder daar te vervolgen. Dit was gunstig voor de bewoners van het oostelijke deel van de Hoornes en Rijnsoever. De reizigers hoefden niet eerst half Katwijk aan Zee door te reizen met de 90 of een eind te lopen of te fietsen naar een halte in het westelijke gedeelte van de Hoornes.
In 1999 werd deze dienstregeling overgenomen door Connexxion en per 9 december 2012 door Arriva. De bus van Arriva rijdt niet meer naar Haarlem, maar had als eindbestemming station Nieuw-Vennep. In 2016 wijzigde dit naar bushalte "De Nachtegaal" in Lisse.
Al eind jaren 1970 bestond er een snelbus tussen Noordwijk en Den Haag, rijdend onder het lijnnummer 95. In 1979 werd in de spitsrichting 2 keer per uur gereden, in de tegenspitsrichting reed slechts 1 rit. Na de komst van Connexxion in 1999 werd het aantal halteplaatsen flink gereduceerd, tot slechts twee haltes binnen Katwijk. Daarentegen werd de frequentie wel verhoogd, tot 2 keer per uur in de spits en 1 keer per uur in de daluren doordeweeks. Vanaf 2004 kreeg de lijn de vorm die hij hield tot het einde van het lijnnummer 95. De lijn werd een Interliner, met meer halteplaatsen dan voorheen, maar wel met hogere frequenties. Tussen 1 januari 2004 en 1 januari 2005 werd er een proef gedaan met gratis openbaar vervoer van Noordwijk naar Den Haag (en andersom), via Katwijk, het Transferium 't Schouw A44 in Leiden (nabij Oegstgeest) en via Wassenaar tot begin van de avond. Men moest officieel wel een pasje tonen, wat gratis op diverse punten af te halen was, hoewel vele chauffeurs (met uitzondering van de eerste maanden) hier weinig aandacht aan schonken, omdat het vervoer toch gratis was. De Interliner, een Volvo 8700, deed er gemiddeld 15 minuten sneller over van Katwijk naar Den Haag of andersom. Het aantal werkende en schoolgaande reizigers nam toe. Er werd echter ook gebruikgemaakt van deze lijn door een doelgroep die niet voorzien was: schoolklassen die een dagje gratis op stap gingen, mensen die gratis en snel wilden gaan winkelen in Den Haag of die gemakkelijk naar het strand wilden in Noordwijk vanuit Den Haag of Wassenaar. In Katwijk was een deel van de bus vaak al half vol, met passagiers uit Noordwijk. Wie in Katwijk aan den Rijn of langs de N206 in Valkenburg instapten, hadden al minder kans op een (goede) zitplaats, voornamelijk in de spitsuren.
Na de proef kwam er zelfs een toeslag van €1,- voor de spitsuren, boven op het aantal strippen. Omdat lijn 95 via Leiden reed en daardoor een extra zone inreed, kostte dit 1 strip meer dan dat men met de langzamere bus 90 meeging van Katwijk naar Den Haag. Na opheffing van de strippenkaart werden de hogere kosten berekend door de langere afgelegde afstand, en een hoger kilometertarief voor de Interliners. Lijn 95 is per 9 december 2012 opgeheven en vervangen door Qliner 385 van Arriva. Tegenwoordig (na 2000) zijn er heel veel snelle verbindingen via Leiden per trein (NS) naar verschillende stations in Den Haag. De reistijd naar Den Haag Centraal is ongeveer 5 minuten langer, maar naar andere stations in Den Haag korter als men de reis goed plant. De website 9292.nl geeft bij reisplanning mogelijkheden per bus en per bus en trein naar Den Haag en binnen Den Haag ook per tram, indien van toepassing.
Naar Noordwijk en verder kan men vanuit Katwijk aan Zee, Katwijk-Noord en Katwijk aan den Rijn nog steeds met lijn 90, de eindbestemming van deze lijn is Lisse geworden in plaats van Nieuw Vennep en Haarlem. Voor Katwijk aan den Rijn, oostelijk Katwijk aan Zee en Katwijk-Noord kan men Qliner 385 Noordwijk – Den Haag v.v. nemen. In Rijnsburg kan men in Rijnsburg-west lijnen 20 of 21 nemen richting Noordwijk, waarbij men op het Picképlein (een belangrijk (eind/begin)punt waar veel bussen samenkomen, echter geen busstation) over kan stappen naar verdere bestemmingen. Toen Connexxion met een systeem kwam waarbij de haltes werden omgeroepen, werd er 'piekeplein' (zonder nadruk op de laatste é) omgeroepen, wat uiteraard foutief was. Ook in Katwijk kwam dit voor, bij bijvoorbeeld de Callaoweg (omgeroepen werd "Cal-laa-o-weg" in plaats van "Cal-la-o-weg").
Sinds eind 2021 rijdt bus 90 naar Leiden en niet meer naar Den Haag, na wel 60 jaar. Op die manier kan men nu ook zonder over te stappen direct een bus naar Leiden nemen in Katwijk-Noord. Qliner 385 rijdt als enige lijnbus naar Den Haag CS. Men kan ook via Leiden Centraal reizen en de trein nemen, wat afhankelijk van het gewenste station, ongeveer een even lange, of een iets langere reisduur is.

### Lijn 67
Eind jaren 1980 heeft er kort een snelbus bestaan tussen Katwijk Rijnsoever en Den Haag Centraal via de Wassenaarseweg en Duinrell. Omdat deze bus niet via Transferium 't Schouw reed, hoefde de extra strip die men bij lijn 95 moest betalen, in lijn 67 niet te worden afgerekend. Doordat deze bus door Wassenaar reed was deze bus buiten Katwijk echter niet sneller dan lijn 90. Binnen Katwijk werd wel een kortere route gereden dan lijn 90: rijdt lijn 90 van de Hoorneslaan via de Boulevard, het Vuurbaakplein en de Parklaan naar de Duinoord, lijn 67 reed van de Hoorneslaan via de Karel Doormanlaan direct naar de Duinoord, om zo veel sneller naar het Raadhuis en door naar Wassenaar te rijden.

## Met een treinkaartje naar Katwijk
Bij de introductie van de Interliner heeft er ook een dergelijke bus gereden tussen Leiden en Haarlem via Katwijk. De oorspronkelijke Interliner, die bedoeld was om daar te rijden waar treindiensten niet mogelijk waren, stopte tweemaal in Katwijk: eenmaal bij het Raadhuis en eenmaal bij de halte Rijnsoever, vlak bij de gelijknamige weg in de wijk Hoornes (niet ver van de wijk Rijnsoever). De bus werkte als een trein en stopte dus altijd, ook als er niemand in of uit moest, en voor de bus was een treinkaartje vereist (NS-kortingskaarten waren ook geldig in deze bus, waardoor deze met kortingskaart goedkoper was dan met een strippenkaart). Landelijk verdween de interliner al snel en ook in Katwijk was dit niet anders: de naam Interliner heeft lang bestaan maar het oorspronkelijke concept verdween. De naam Interliner werd gebruikt voor lijn 95, en ging dus niet meer naar Leiden maar naar Den Haag en stopte in Katwijk aanzienlijk vaker, gemiddeld om de twee haltes.
In het televisieprogramma Katwijk Centrael, wat startte in 1999, als doorstart van een ander programma, en een herstart maakte in 2017, op RTV Katwijk, van Ruud Minnee en Adri van Beelen, stapte men steevast uit op Katwijk Centrael, een fictief treinstation op de boulevard van Katwijk.

## Huidig netwerk

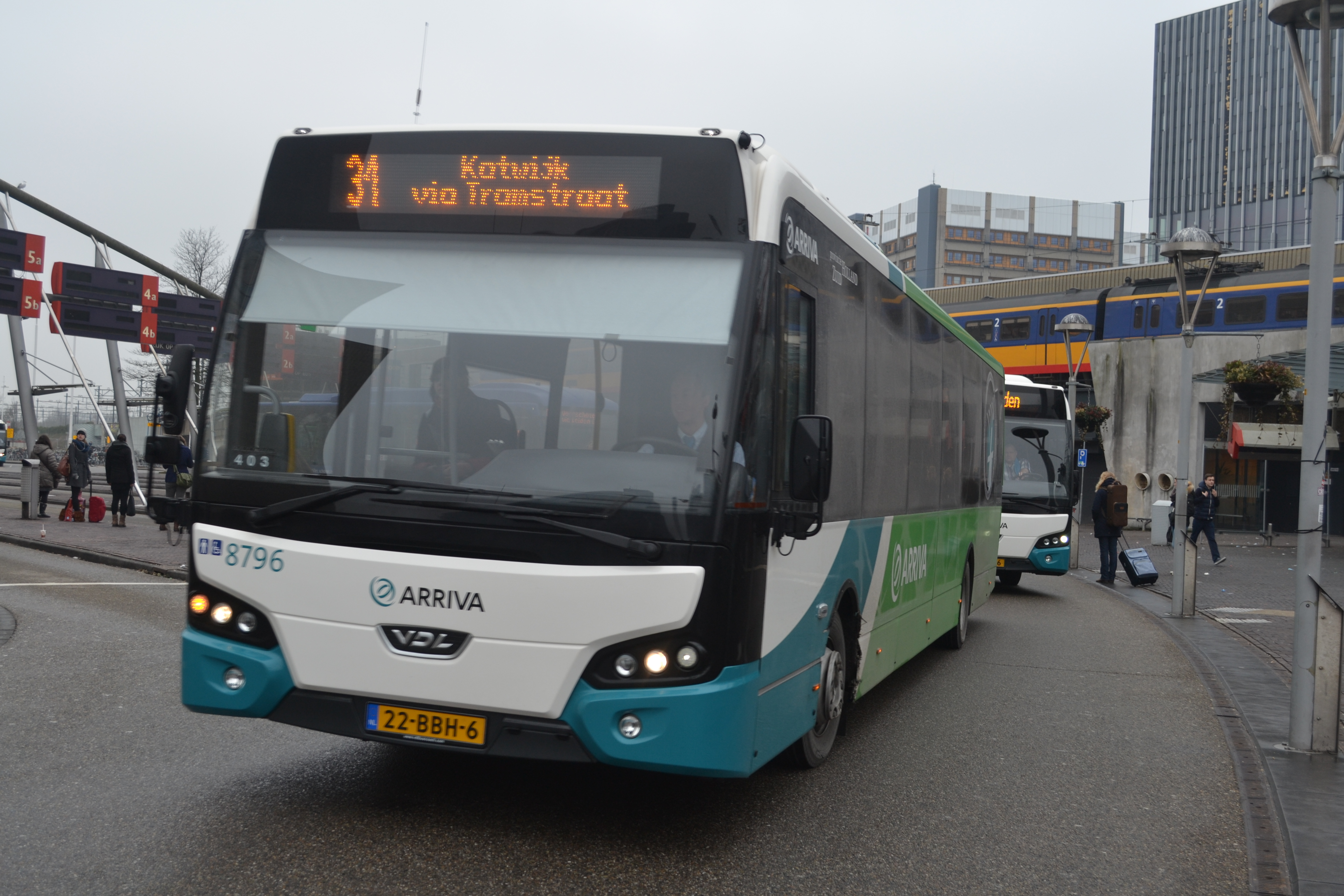
Buslijn 31 naar Katwijk, te Leiden Centraal

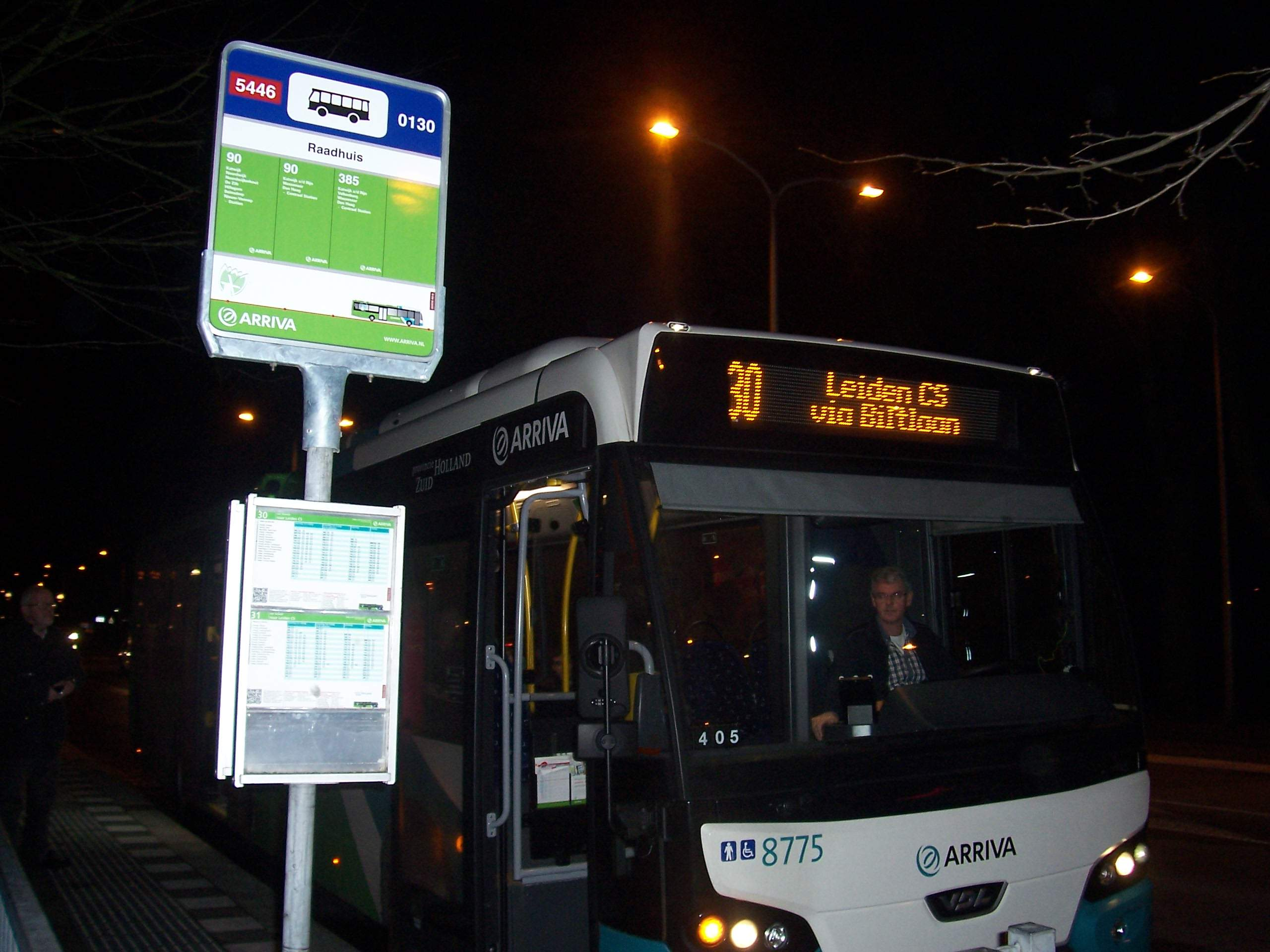
Buslijn 30, Arriva bij halte Raadhuis, in de avond, met bord met foutieve informatie (buslijn 90 zowel heen- en terugweg) bij halte.

Het busvervoer in Katwijk valt onder de concessie Zuid-Holland Noord, welke wordt geëxploiteerd door Qbuzz. Katwijk wordt bediend door de volgende lijnen:
| Lijn                    | Route                                                                   | Via | Opmerkingen                                                      |
| streekBuzz              | streekBuzz                                                              | streekBuzz | streekBuzz                                                       |
| ----------------------- | ----------------------------------------------------------------------- | --- | ---------------------------------------------------------------- |
| 20                      | Leiden, Centraal Station - Noordwijk, Vuurtorenplein                    | Oegstgeest, Rijnsburg | Rijdt daarna verder als lijn 21.                                 |
| 21                      | Leiden, Centraal Station - Noordwijk, Vuurtorenplein                    | Oegstgeest, Rijnsburg | Rijdt daarna verder als lijn 20.                                 |
| 22                      | Leiden, Centraal Station - Nieuw-Vennep, Station                        | Leiden Bio Science Park, Valkenburg, Katwijk aan den Rijn, Noordwijk, Noordwijkerhout, De Zilk, Hillegom (Station), Beinsdorp        |                                                                  |
| 23                      | Leiden, Centraal Station - Noordwijk, Picképlein                        | Leiden Bio Science Park, Valkenburg, Katwijk aan den Rijn                                                                            |                                                                  |
| 30                      | Leiden, Centraal Station - Noordwijk, Willem van den Bergh              | Oegstgeest, Rijnsburg, Katwijk aan den Rijn, Katwijk                                                                                 | Gekoppeld aan lijn 31. Rijdt niet in de avond en in het weekend. |
| 31                      | Leiden, Centraal Station - Noordwijk, Willem van den Bergh              | Oegstgeest, Rijnsburg, Katwijk aan den Rijn, Katwijk                                                                                 | Gekoppeld aan lijn 30.                                           |
| 38                      | Leiden, Centraal Station - Katwijk, Unmanned Valley                     | Valkenburg, Katwijk aan den Rijn | Rijdt niet 's avonds en op zondag.                               |
| snelBuzz                |                                                                         | |                                                                  |
| 385                     | Den Haag, Centraal Station - Noordwijk, Picképlein                      | Wassenaar, Katwijk |                                                                  |
| R-net                   |                                                                         | |                                                                  |
| 400                     | Zoetermeer, Centrum-West - Noordwijk, ESA ESTEC                         | Stompwijk, Zoeterwoude, Leiden (Station Lammenschans, Centraal Station), Oegstgeest, Valkenburg, Katwijk aan den Rijn, Katwijk-Noord |                                                                  |
| 401                     | Zoetermeer, Centrum-West - Katwijk, Boulevard-Zuid                      | Stompwijk, Zoeterwoude, Leiden (Station Lammenschans, Centraal Station), Oegstgeest, Valkenburg, Katwijk aan den Rijn                |                                                                  |
| SVM Museumstoomtramlijn |                                                                         | |                                                                  |
| T1                      | Katwijk Valkenburgse Meer - Katwijk Valkenburgse Meer (smalspoormuseum) | Wassenaarse Wetering, Voorschoterweg (ringlijn)                                                                                      |                                                                  |

Sinds 9 december 2012 is het openbaar vervoer in Katwijk overgenomen door Arriva. Dit zijn de belangrijkste wijzigingen:
- Lijn 30 vervangt lijn 33 in de richting Leiden – Katwijk, alleen de vertrektijden zijn gewijzigd. Vanaf de Poolster (Rijnsoever in Katwijk-Noord), verandert deze lijn in lijn 31 en gaat via Katwijk aan Zee naar Leiden. Vanaf Katwijk aan Zee rijdt lijn 31 exact dezelfde route als voormalig lijn 36 (via Rijnsburg). Lijnen 30 en 31 bieden samen een ringlijn in Katwijk, met aansluitingen op belangrijke overstapplaatsen.
- Lijn 37 rijdt sinds 9 december een totaal andere route, vrijwel dezelfde als lijn 36 van Leiden naar Katwijk. Op het Vuurbaakplein wijzigt lijn 37 in lijn 38, die exact dezelfde route als voorheen rijdt, via Katwijk aan den Rijn en de N206 naar Leiden. Aangezien lijn 37 1x per uur rijdt, kunnen mensen in West-Rijnsburg ook met lijnen 20 en 21 (Noordwijk – Rijnsburg – Leiden) naar Leiden of Noordwijk reizen. Een keer per uur rijdt lijn 38 een andere route, naar Katwijk aan den Rijn, dan door Valkenburg (Katwijkerweg, Hoofdstraat, Voorschoterweg en Transferium bij A44) met als eindstation Leiden Centraal. Deze bus, door Valkenburg, gaat 1x per uur naar Leiden of Katwijk. Voor andere mogelijkheden moet uitgeweken worden naar de bushalte aan de N206 in Valkenburg, waar andere lijnen rijden.
- Lijn 90 naar Den Haag is vanaf Katwijk ongewijzigd. Lijn 90 is alleen gewijzigd vanaf De Zilk en rijdt naar Nieuw-Vennep in plaats van Haarlem. Dit geldt ook voor Interliner 95, die al jaren als Qliner 385 rijdt (zie Katwijk – Den Haag). Mensen die vanuit Katwijk naar Haarlem willen, kunnen dit per trein doen, via Leiden Centraal.

### Onvrede dienstregeling (2012/2013)
Sinds de nieuwe dienstregeling van 9 december 2012 (van Arriva) was er onvrede in de gemeente Katwijk, omdat er minder bussen door Rijnsburg (waar onder andere een middelbare school is) en Valkenburg reden en omdat er door de Hoorneslaan (oost), in Katwijk-Noord, geen bussen meer reden, ondanks dat de Hoorneslaan (oost) in 2012 helemaal opgeknapt is, inclusief nieuwe haltes en bushokjes. Sommige mensen moesten gebruikmaken van een overstapnetwerk en/of langer lopen of fietsen naar de eerste halte die in de buurt is, waar zij voorheen een halte in de buurt hadden, waar een bus reed rechtstreeks naar Leiden. Richting Den Haag of Noordwijk (en verder) is het enige verschil dat men voornamelijk in Katwijk-Noord (oost) geen gebruik meer konden maken van bussen naar Leiden, waarbij men vervolgens over kon stappen op een bus richting Den Haag of Noordwijk (en verder).
Volgens Arriva waren er meer goede en snelle verbindingen naar belangrijke overstapplaatsen, zodat men de gewenste bestemming toch binnen een redelijke tijd kon bereiken. In 2022 is lijn 90, die oorspronkelijk naar Den Haag reed, nu een lijn die ook door Katwijk-Noord rijdt en eindigt op Leiden Centraal, via Rijnsburg en Valkenburg-Oost (Duyfrak) en de andere richting op verder naar Noordwijk en als eindstation Lisse.

## 2013/2014
Er zijn nauwelijks wijzigingen. Buslijn 221 rijdt via industrieterrein 't Heen naar Noordwijk, zodat passagiers uit Katwijk-Noord (en dan specifiek Hoornes-Oost) kunnen kiezen uit 3 bussen. Lijn 90, lijn 365 (het midden en westen van Katwijk-Noord) en lijn 221. Passagiers voor richting Leiden, uit Hoornes-Oost, kunnen pas bij halte Hoornesplein / Biltlaan instappen, echter gaan de meeste bussen bij het 500 meter verder gelegen gemeentehuis, het centrale punt in Katwijk, waar men alle richtingen op kan.

## 2015

### Blauwe Tram een week terug in Katwijk

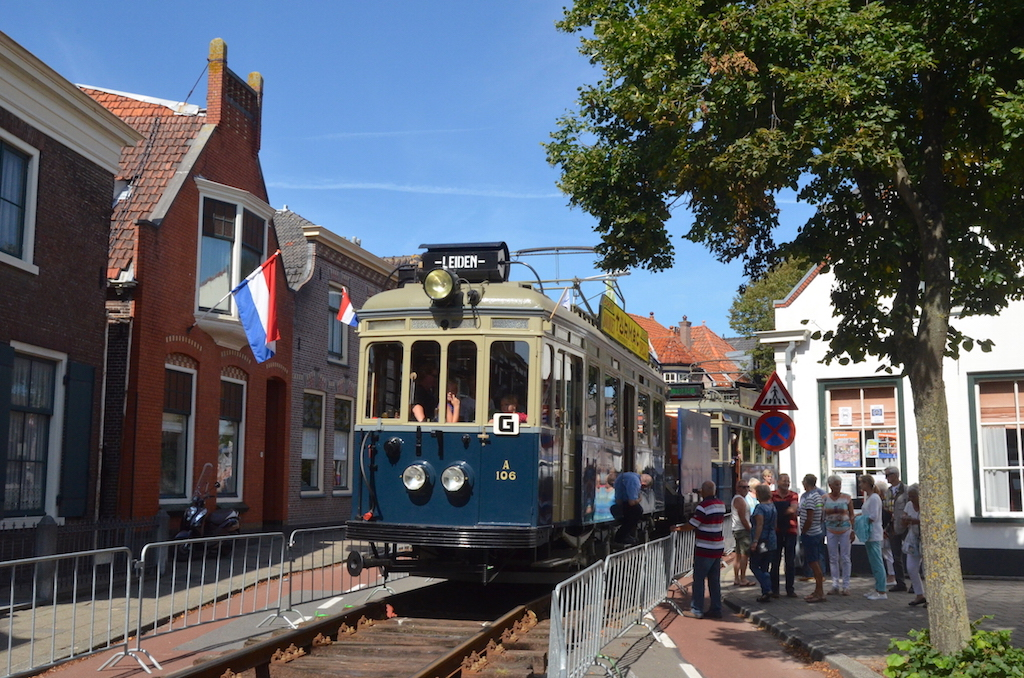
NZH-motorwagens A 106 en A 327 in de Rijnstraat te Katwijk rijden een pendeldienst op een tijdelijk tramspoor; 29 augustus 2015.

In de laatste week van augustus 2015 keerde de Blauwe Tram voor een week terug in Katwijk aan den Rijn. Door de Oranjevereniging van Katwijk aan den Rijn, samen met de Tramweg-Stichting en de Stichting Historisch Genootschap de Blauwe Tram, werd een 400 meter lang spoor door de Rijnstraat gelegd. Hierop werd van 24 t/m 29 augustus een pendeldienst gereden met de NZH-motorwagens A 106 en A 327. Omdat er geen bovenleiding was reed tussen de beide wagens een generatorwagen mee die zorgde voor de stroomvoorziening.

## 2016/2017
De buslijnen 30, 31 en 37 rijden vanaf 11 december 2016 een andere route. Bus 90 rijdt tot Lisse en niet meer naar Nieuw-Vennep. Verder geen bijzondere wijzigingen in de jaarlijkse dienstregeling.

## R-net
Vanaf 2013 tot in 2017 is er discussie over R-net, hoogwaardig openbaar vervoer, een snelle busverbinding door Katwijk heen, waar de provincie Zuid-Holland enkele rotondes wil laten verdwijnen voor kruispunten, eventueel met verkeerslichten en een andere rotonde wil vergroten. De gemeente Katwijk is het wel eens dat het openbaar vervoer hoogwaardiger kan, maar deels wordt het ook gezien als geldverspilling, omdat het hoogstens 2 minuten tijdswinst voor de toekomstige langere en 'snelle' bus zou opleveren. Ook vraagt de gemeenteraad zich af of kruispunten in plaats van rotondes in 2020 of later het drukke verkeer nog wel aan zouden kunnen. Het college van B&W wil dat er ook andere mogelijkheden worden onderzocht, bijvoorbeeld het breder maken van een rotonde. Ondanks dat is het besluit toch genomen op 26 mei 2015 om een aantal zaken te veranderen, maar de uitvoering liet nog op zich wachten. In 2017 werd bekendgemaakt dat de plannen uitgesteld zijn, vanwege meerdere redenen. Onder andere: zolang de Ir. Tjalmaweg, een onderdeel van de N206, tweebaans blijft, kan de tijdswinst weer verloren gaan omdat men op deze weg niet of nauwelijks kan inhalen en er dus aan beide kanten maar een baan is.

## 2018-2021

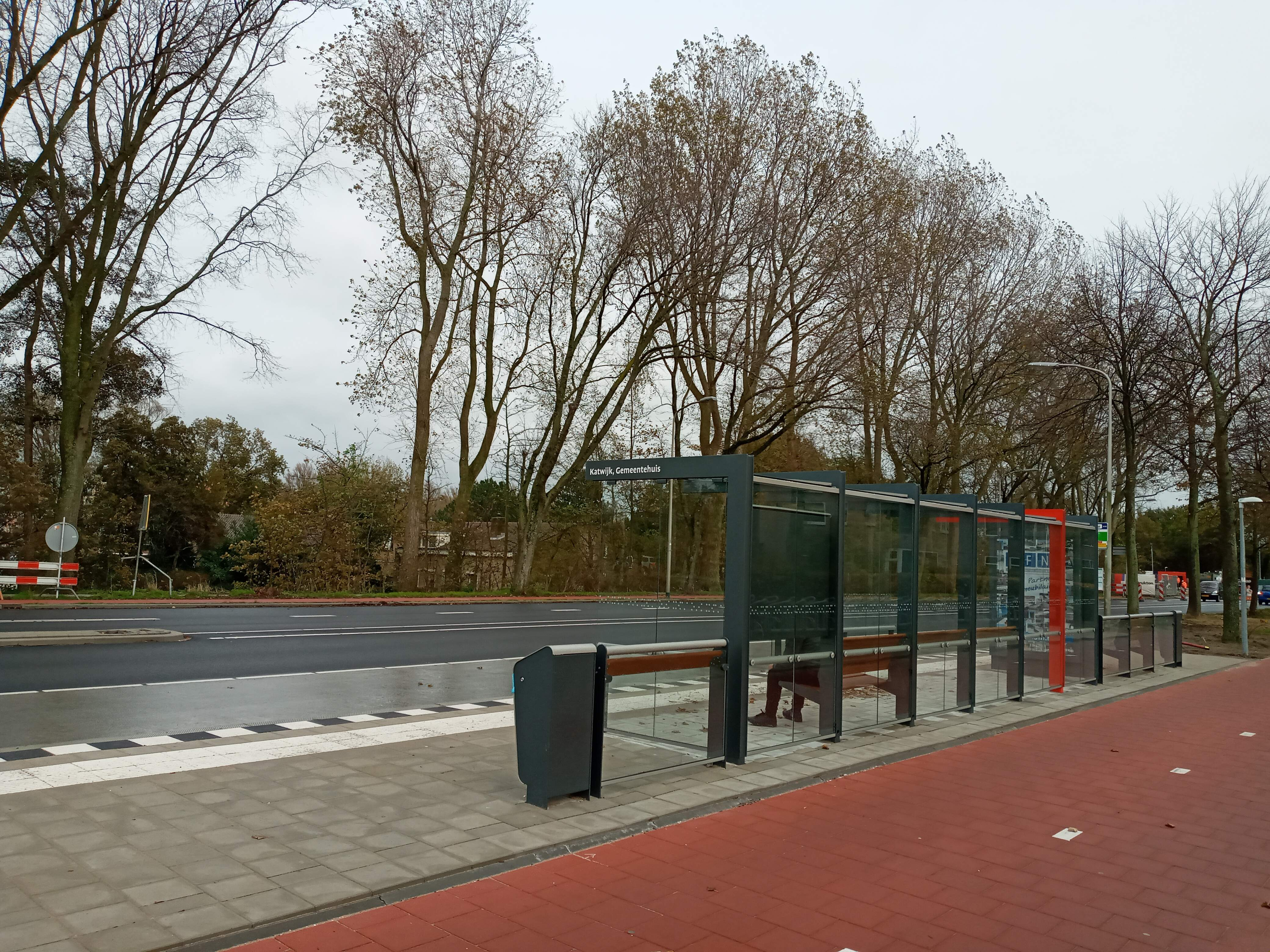
Een van de drie nieuwe haltes (nr. 1) 'gemeentehuis', Zeeweg oktober 2020

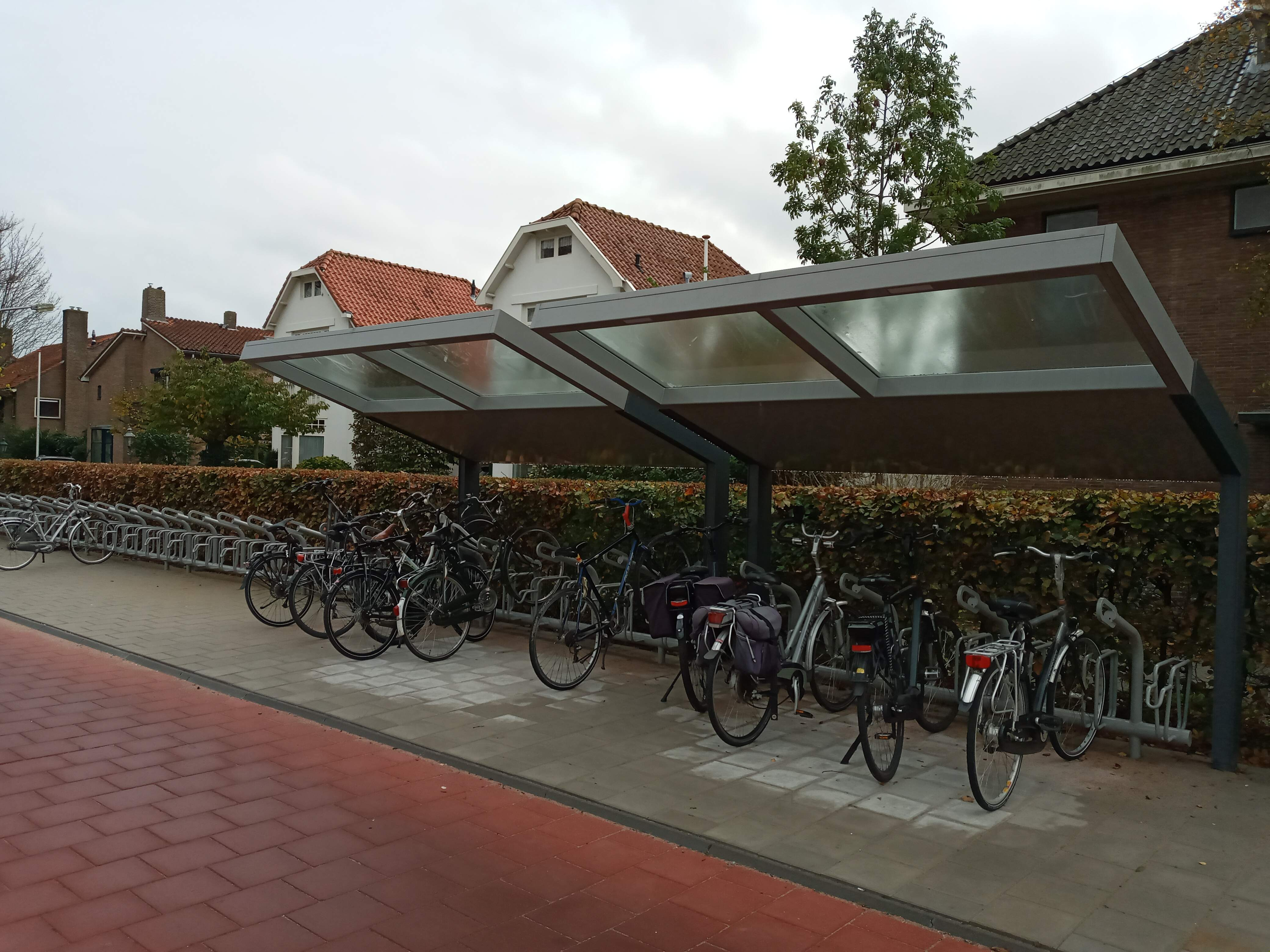
Nieuwe fietsenstalling, deels overdekt bij halte gemeentehuis nr. 1 (Zeeweg)

Vanaf 2018 zijn er in Katwijk en Leiden voorbereidingen bezig voor een snelle busverbinding als onderdeel van R-net, tussen Katwijk en Leiden. Ter voorbereiding op de R-netlijnen in Katwijk zijn er in 2020 verschillende werkzaamheden uitgevoerd om de doorstroming van het verkeer en openbaar vervoer in de toekomst te versnellen waaronder verplaatsen halte Vuurbaak, aanleg halte op de Boulevard-Zuid, aanpassing van rotondes, vernieuwen en aanpassen van de Biltlaan, aanleg van een fietstunnel onder de Zeeweg en vervanging van de Koningin Julianabrug. Gedurende deze werkzaamheden worden de verschillende buslijnen omgeleid via alternatieve routes. Daarnaast zijn de haltes waar de toekomstige R-netlijnen stoppen gerenoveerd en van haltemeubilair in R-nethuisstijl voorzien, waaronder abri en fietsenstalling. Enkele haltes hebben bij deze renovatie een nieuwe naam gekregen: Molentuinweg wordt Duinvallei, Raadhuis wordt gemeentehuis, Duinoord wordt Marktplein, Tramstraat wordt Zwanenburg, Noordeinde wordt Centrum, Vuurbaak wordt Vuurbaakplein.
De routes van de lijnen 30, 31 en 230 zijn per ingang dienstregeling 2020 op 15 december 2019 aangepast aan de toekomstige R-netroute (buslijn 31 kreeg zijn eindpunt bij de Zuid-Boulevard in Katwijk), welke sinds 9 mei 2021 daadwerkelijk volgens de R-netformule zijn gaan rijden. Deze lijnen kregen op die datum de nieuwe nummers 430, 431 en 432. De Koningin Julianabrug, die van 25 augustus 2020 tot 8 mei 2021 afgesloten was voor vernieuwing en verhoging, werd op vrijdag 9 juli 2021 geopend door burgemeester Visser. Onder het bronzen beeld van de zeepaardjes op de brug, werd een bronzen plaquette onthuld. De nieuwe fietspaden bij de nieuwe bushaltes, zijn nu dubbelbaans, echter is de aansluiting op de oudere fietspaden nog niet gerealiseerd in april 2023. Er zijn medio april 2023 nog steeds onduidelijke situaties voor fietsers, die niet door de gemeente opgelost worden, of geen prioriteit hebben, omdat de dubbelbaans-fietspaden in opdracht van de provincie zijn aangelegd en niet in opdracht van de gemeente Katwijk.
De Ir. Tjalmaweg tussen Katwijk en Leiden wordt een dubbele tweebaansweg. Deze werkzaamheden, onderdeel van de Rijnlandroute, zijn nog bezig en worden eind 2024 afgerond.Tot die tijd kan die reistijd van de nieuwe R-netlijnen nog vertraging oplopen.

## 2022
Op 9 januari 2022 werd lijn 90 vanaf Katwijk verlegd naar Rijnsburg en Leiden waarbij de route van lijn 37 wordt overgenomen. Hierdoor heeft lijn 90 alleen het trajectgedeelte van Ruigenhoek tot aan Katwijk aan den Rijn nog gemeen met de oude Duinlander-route. Passagiers in Katwijk-Noord kunnen met de 90 nu rechtstreeks naar Leiden. Het traject van Noordwijk en Katwijk naar Wassenaar en Den Haag werd overgenomen door Qliner 385. Ook lijn 35 werd opgeheven, de bediening van Unmanned Valley werd overgenomen door lijn 38. Unmanned Valley is een naam voor een testcentrum voor Drones op het oude Vliegkamp Valkenburg. Lijn 38 rijdt als enige door de Zanderij, een voormalig terrein dat ca. 25 jaar bewoond is en relatief weinig buspassagiers heeft.

## 2023
De Ir. Tjalmaweg, tussen Katwijk aan den Rijn en Leiden, is beide kanten tweebaans gemaakt. Vrijwel al het autoverkeer, ook het openbaar vervoer, heeft vrijwel geen vertraging meer. Er is ook een deel van een weg richting de verwachte nieuwbouw op Vliegkamp Valkenburg aangelegd. Men komt zo ook bij de theaterhangars in Valkenburg.

## 2024
De N206 (Ir. Tjalmaweg) wordt uitgebreid met een busbaan, van Katwijk naar Leiden, die eind 2025, of in 2026 voltooid zou zijn. De oude busnummers 30 en 31 zijn teruggekeerd en rijden vrijwel dezelfde route als de 430 en 431. Lijn 90 is helemaal verdwenen, dit was een van de oudste busroutes uit de regio. Lijn 401 is nieuw en vervangt grotendeels de vroegere lijn 32 (later 32 en 33) van Zoetermeer naar Katwijk, vroeger naar Noordwijk. Lijn 400 gaat naar Noordwijk. Informatie over buslijnen is vooral te vinden op Busstation Leiden Centraal.